# Нестерчук, Павел Петрович
Павел Петрович Нестерчук (род. 21 марта 1975) — украинский футболист, нападающий.

## Игровая карьера
Во взрослом футболе дебютировал в 1992 году в составе третьей команды киевского «Динамо», выступавшей в первом любительском первенстве Украины. Забив в 22 матчах зонального турнира 14 мячей, 17-летний футболист сходу стал лучшим бомбардиром «зоны». После такого успеха, Павел был переведён в «Динамо-2». Далее некоторое время выступал в «Борисполе» и «Оболони».
В 1996 году перешёл в команду высшей лиги — «Прикарпатье». Первый матч в высшем дивизионе страны сыграл 3 августа 1996 года против ЦСКА. Первый гол забил 21 сентября в ворота «Кремня». В ивано-франковской команде провёл полтора сезона. За это время сыграл 32 матча, забил 2 гола. Продолжил карьеру в клубах низших дивизионов.

## Пляжный футбол
В 2003 году привлекался к матчам сборной Украины по пляжному футболу на первом в её истории международном турнире «Мундиалито». Участвовал в историческом для сборной первом матче против сборной Бразилии. Гол, забитый Павлом в этой игре, был признан самым красивым на турнире.